# Chiesa di San Giovanni Battista (Barcellona Pozzo di Gotto)
La chiesa di San Giovanni Battista sorge nel quartiere omonimo nel comune di Barcellona Pozzo di Gotto, dichiarata monumento nazionale nel 1969. Appartenente all'arcidiocesi di Messina-Lipari-Santa Lucia del Mela, vicariato di Barcellona Pozzo di Gotto sotto il patrocinio di San Sebastiano, arcipretura di Barcellona Pozzo di Gotto,  parrocchia di San Giovanni Battista.

## Storia

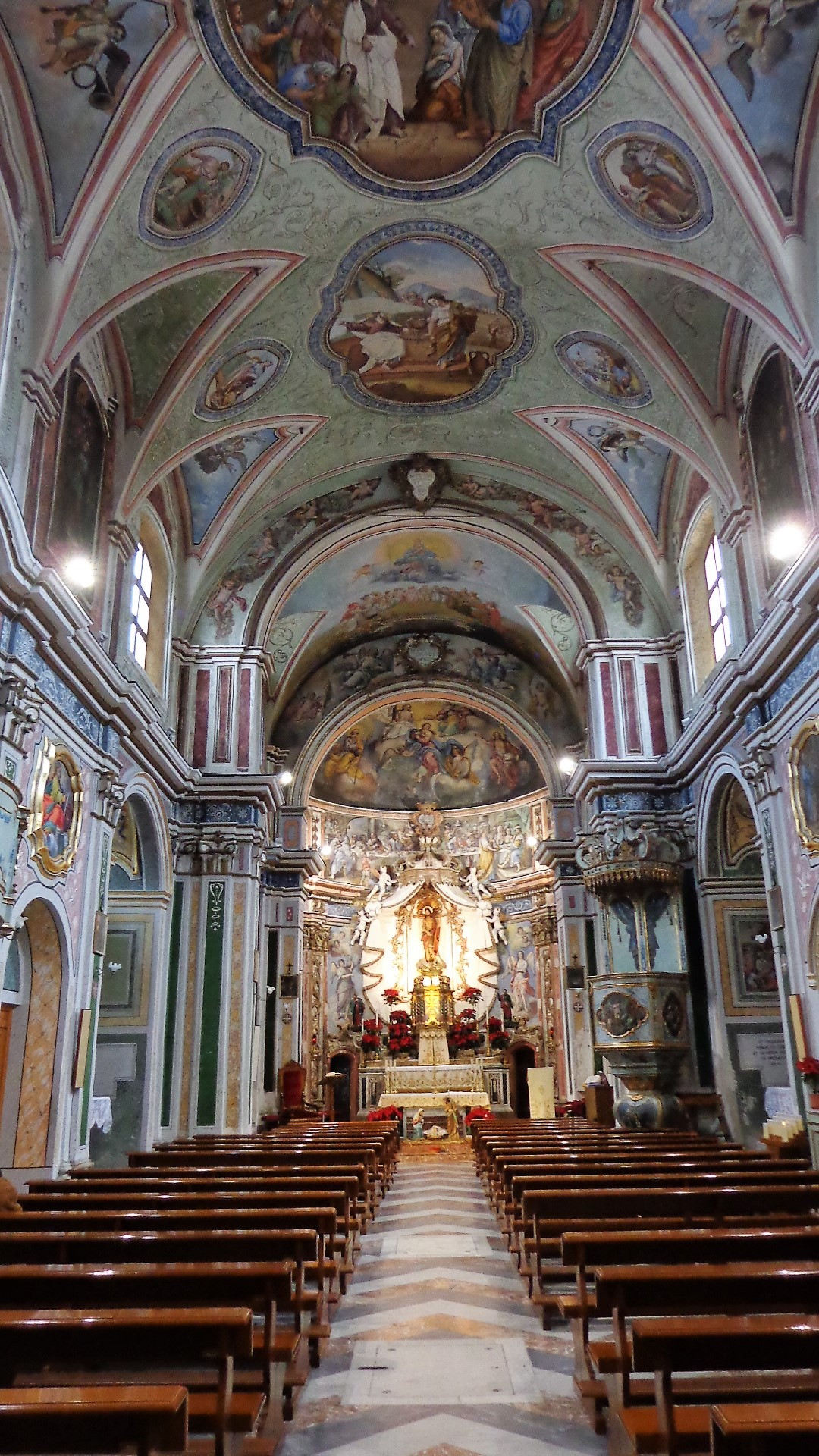
Navata.

La chiesa di San Giovanni Battista sorge nel quartiere San Giovanni. All'epoca della costruzione l'opera costituiva l'antico nucleo principale di Barcellona, casale di Castroreale fino al 15 maggio 1815, pertanto frazione sottoposta alla giurisdizione dei giurati castrensi. La fondazione del luogo di culto risale al 1635, consacrato nel 1821, elevato a parrocchia nel 1943 dopo lo smembramento dell'arcipretura di San Sebastiano, dichiarato monumento nazionale nel 1969. Tra il 1751 ed il 1754 grazie all'operato del sacerdote Giovanni Salvo, per necessità di culto è ingrandito mediante allungamento dell'unica navata, l'aggiunta dei due campanili e l'abbellimento dei portali.
Il sisma noto come terremoto della Calabria meridionale del 1783 non arreca i danni sofferti da altri monumenti del circondario. L'edificio esce abbastanza indenne dalle tremende scosse del terremoto di Messina del 1908 che contrariamente minano gravemente la chiesa del Carmine e il Duomo antico di San Sebastiano nella lunga serie di eventi sismici che hanno caratterizzato l'inizio del secolo scorso .
Se la costruzione ha attraversato felicemente il corso di quattro secoli, non si può dire altrettanto del ciclo di pitture, degli affreschi, delle decorazioni che in tempi più o meno recenti l'hanno accompagnata. Nel 1980 è stato effettuato rifacimento del tetto e rinnovamento degli intonaci esterni, nel 1986 la sostituzione del pavimento.
Nel 1731 nella chiesa erano presenti cinque altari, il maggiore dedicato a san Giovanni Battista, a santo Aloi o Aloja, a san Paolino, alla beatissima Vergine della Catena col glorioso san Giuseppe, al santissimo Crocifisso.

### Storia recente

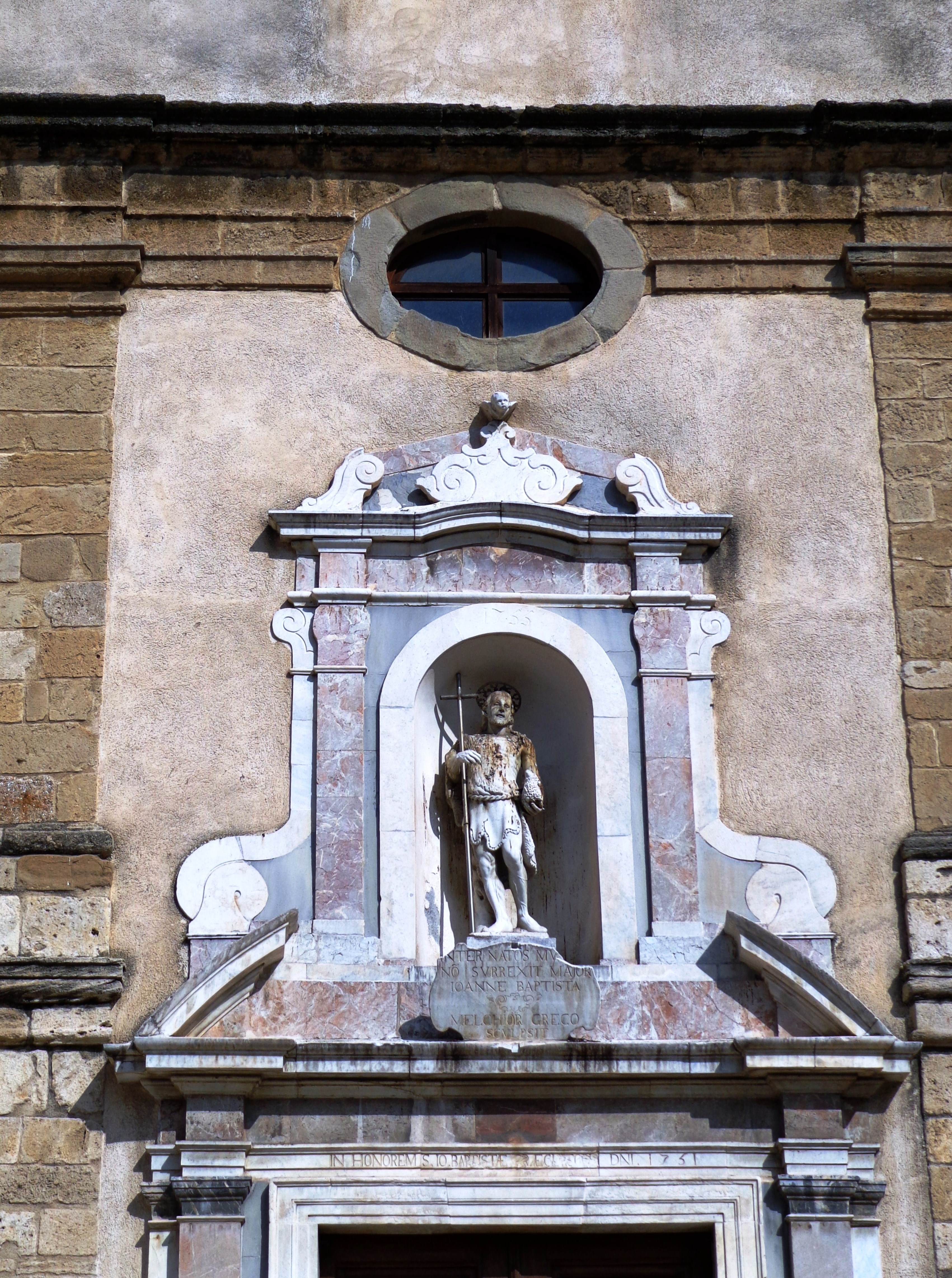
La statua della facciata.

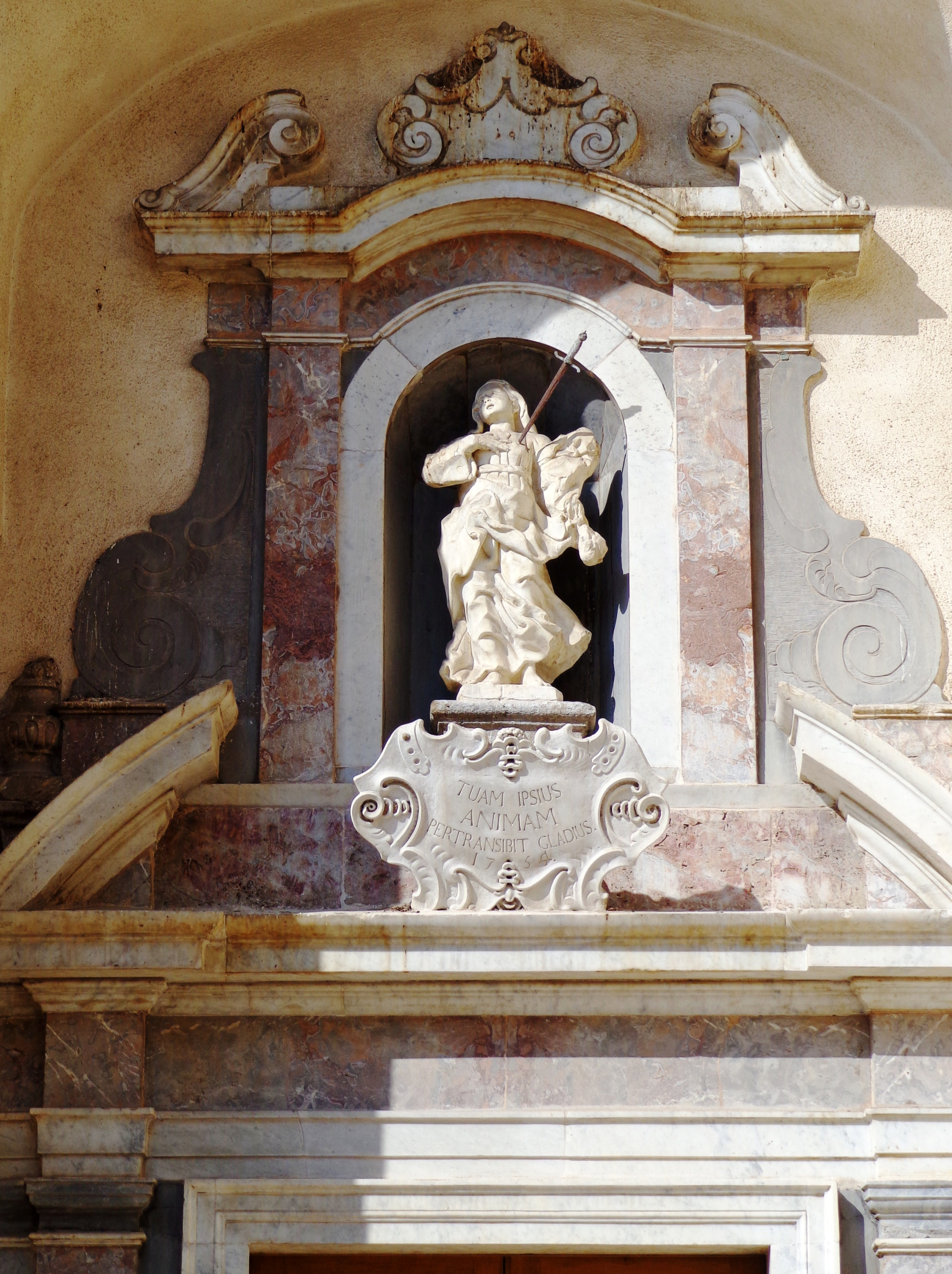
Statua dell'Addolorata

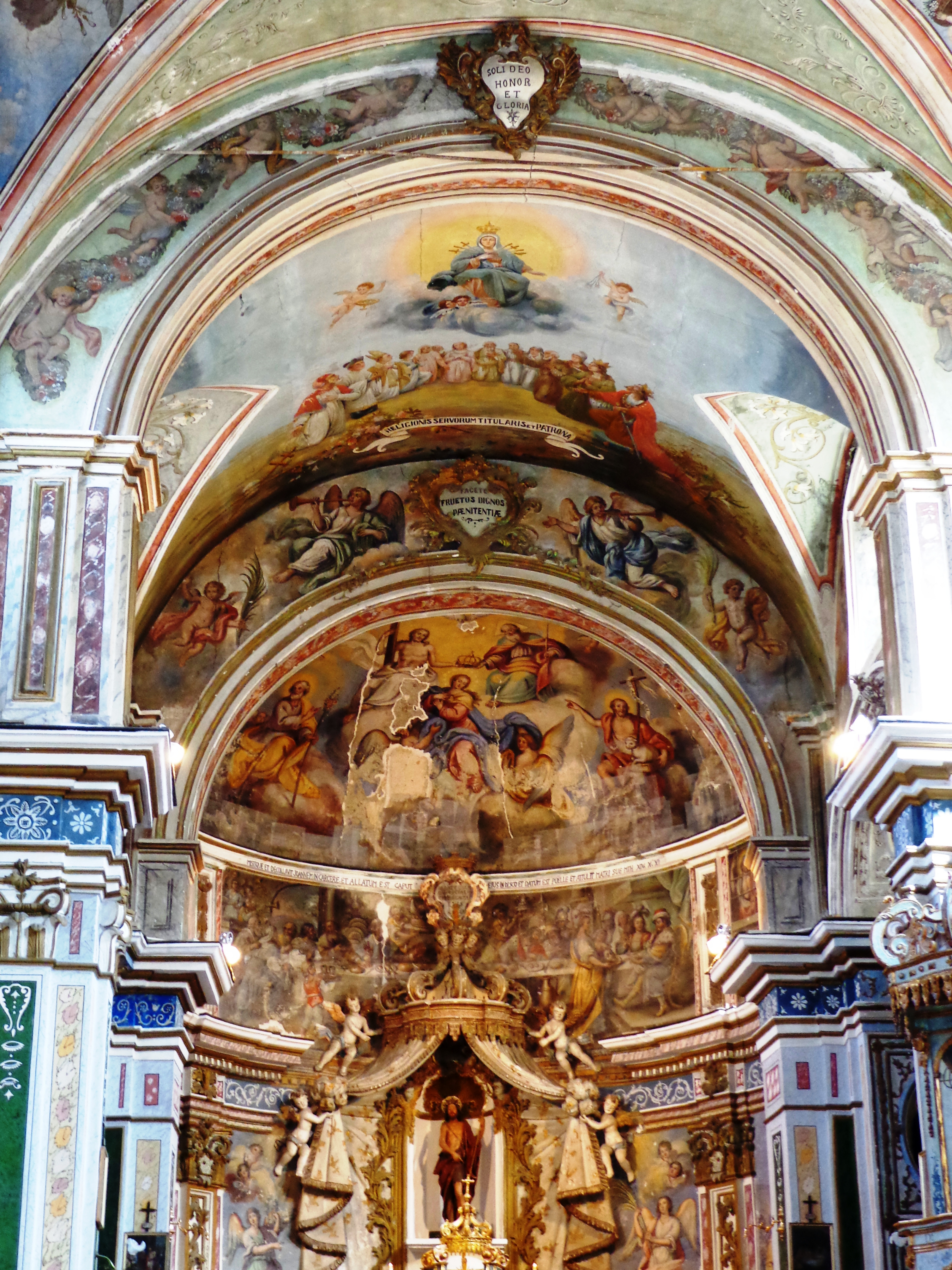
Affreschi abside e pseudotransetto.

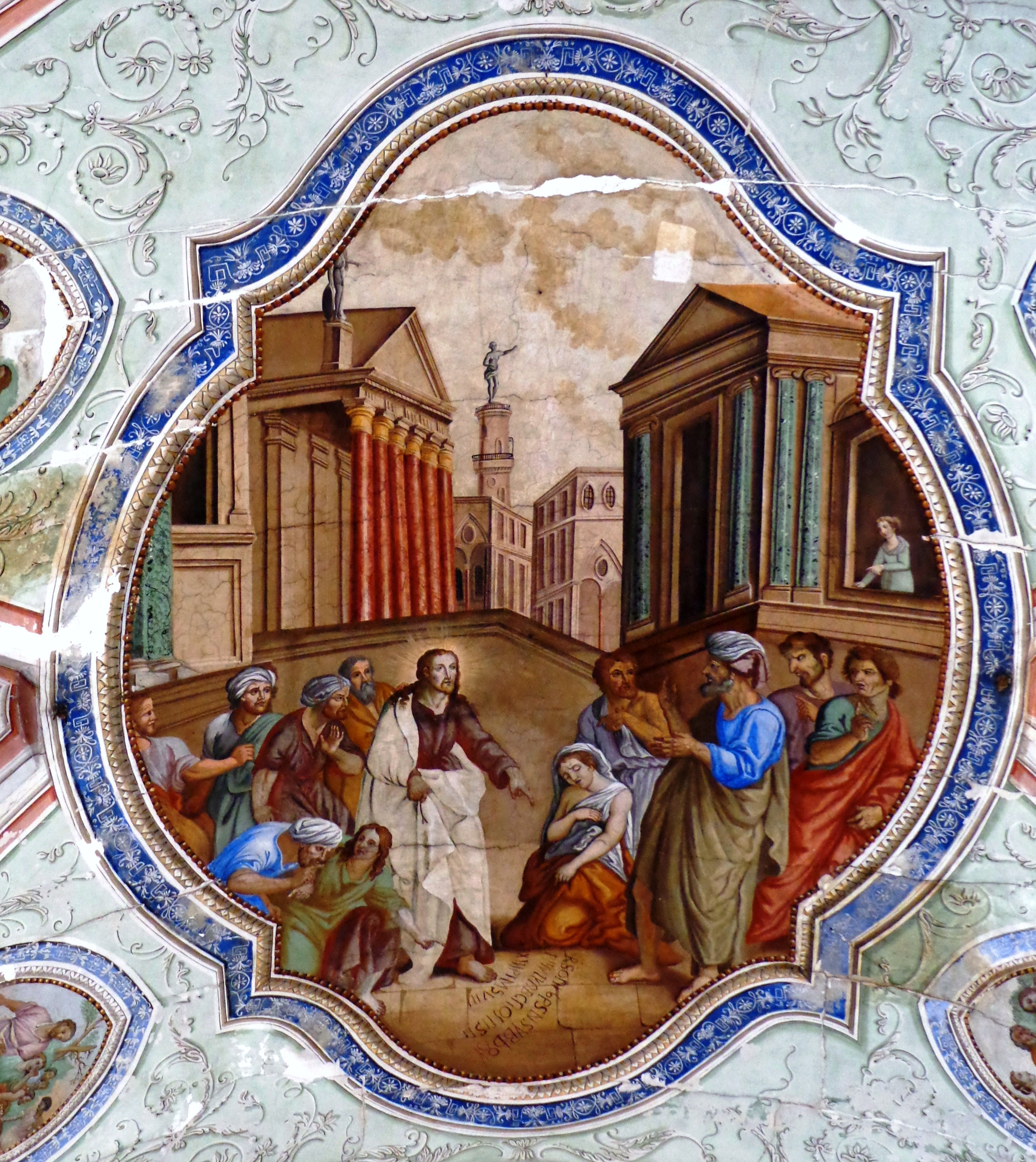
Affresco centrale Gesù e l'adultera.

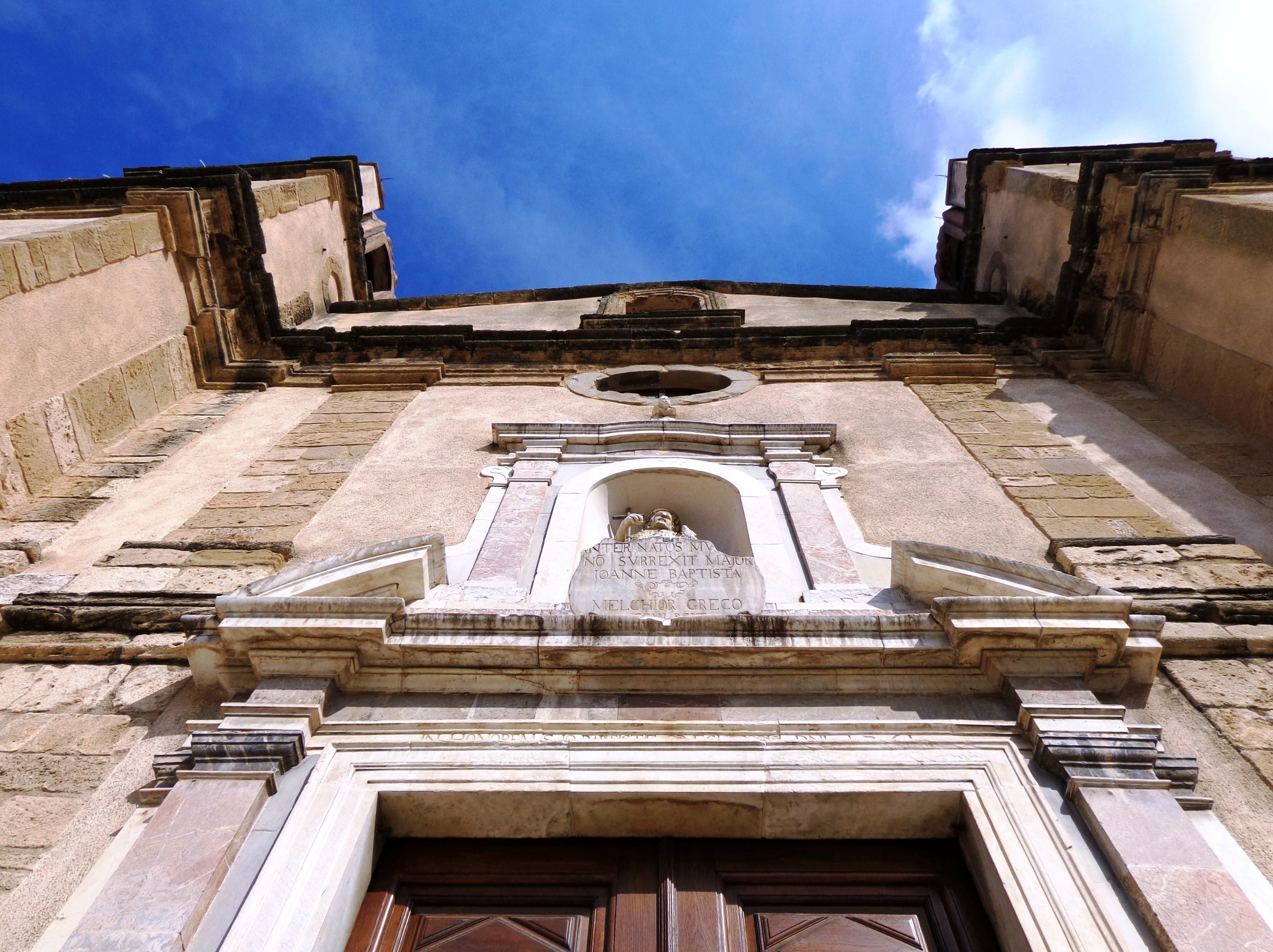
Facciata.

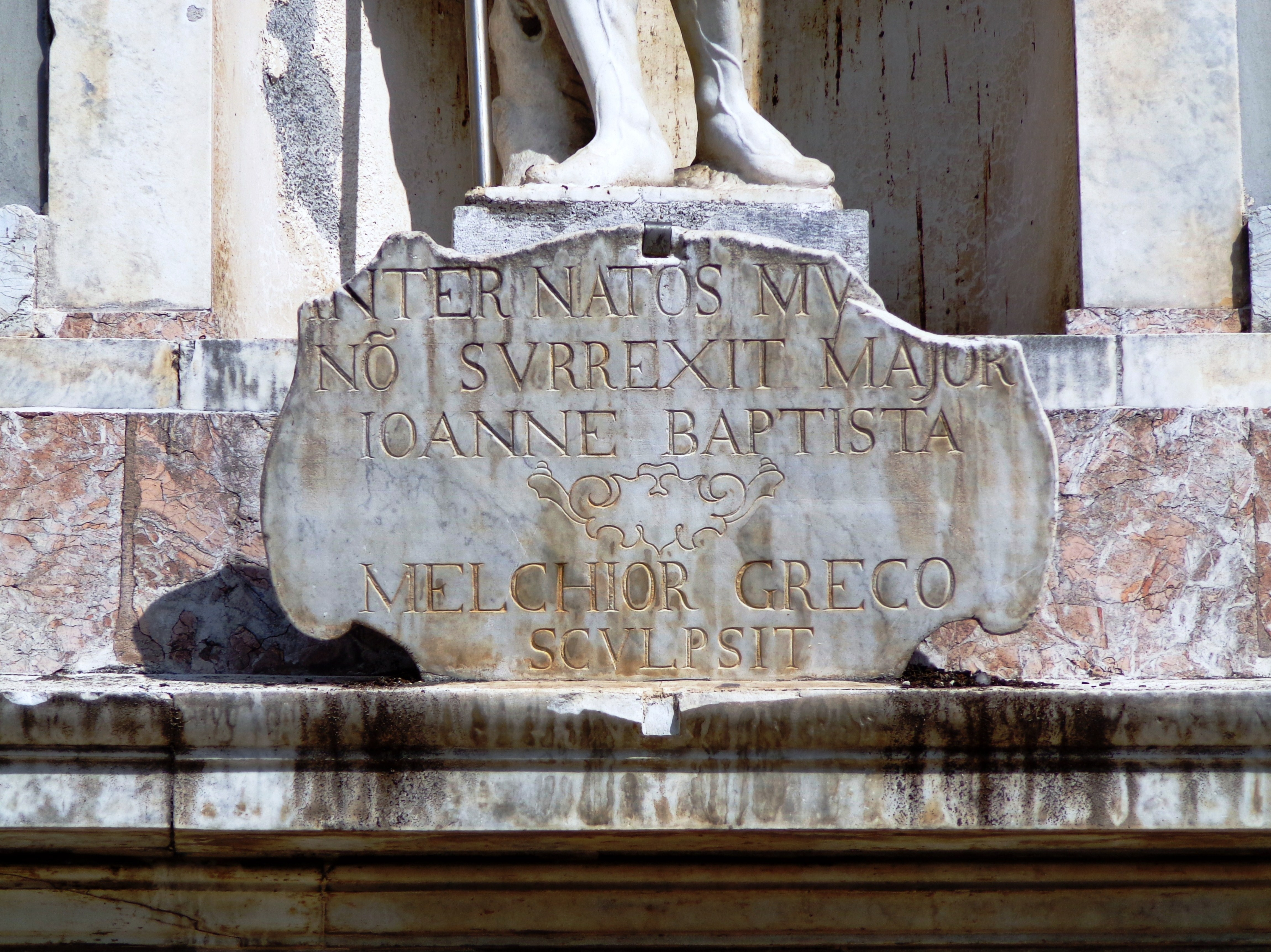
Iscrizione.

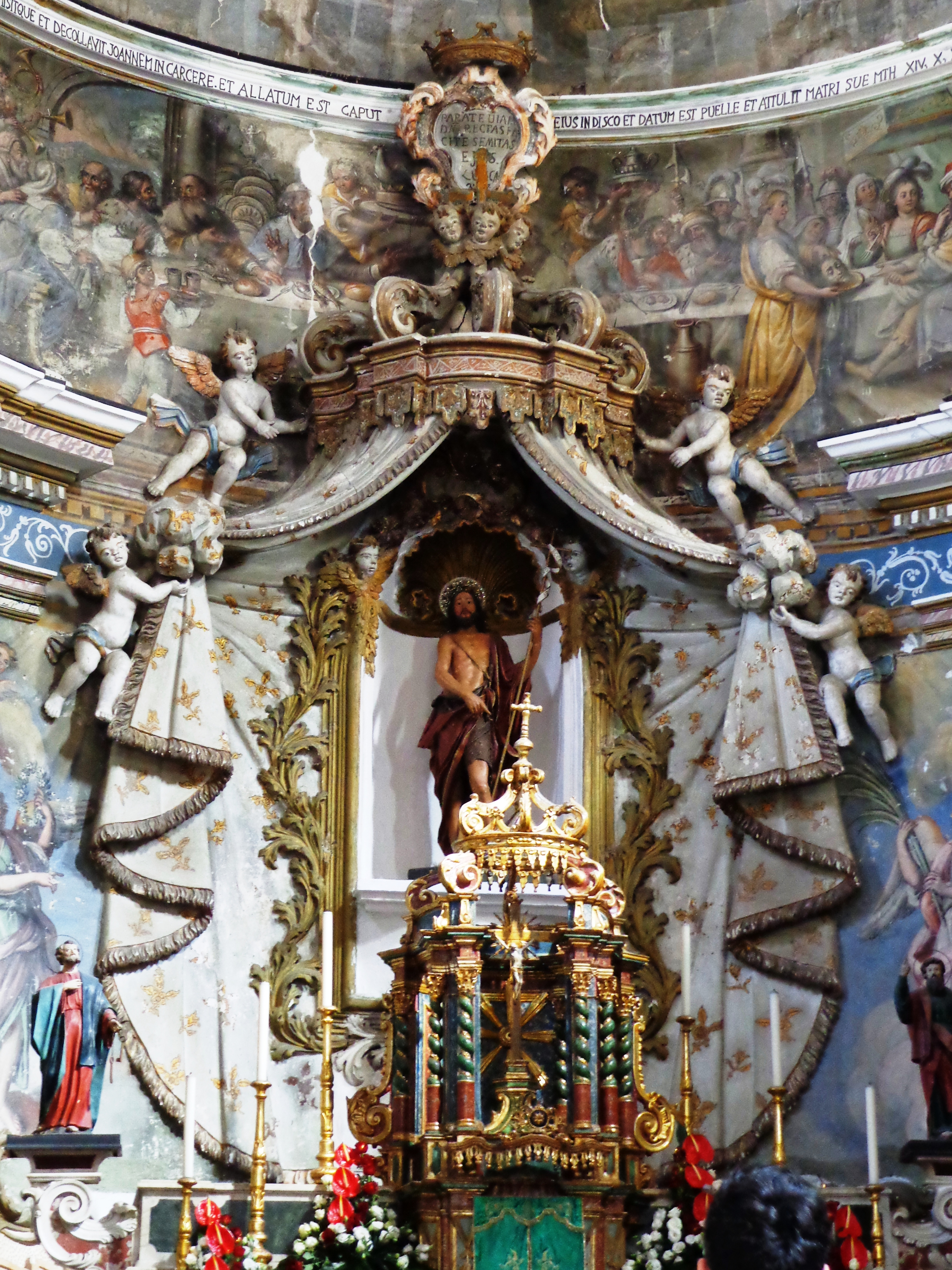
Altare baldacchino.

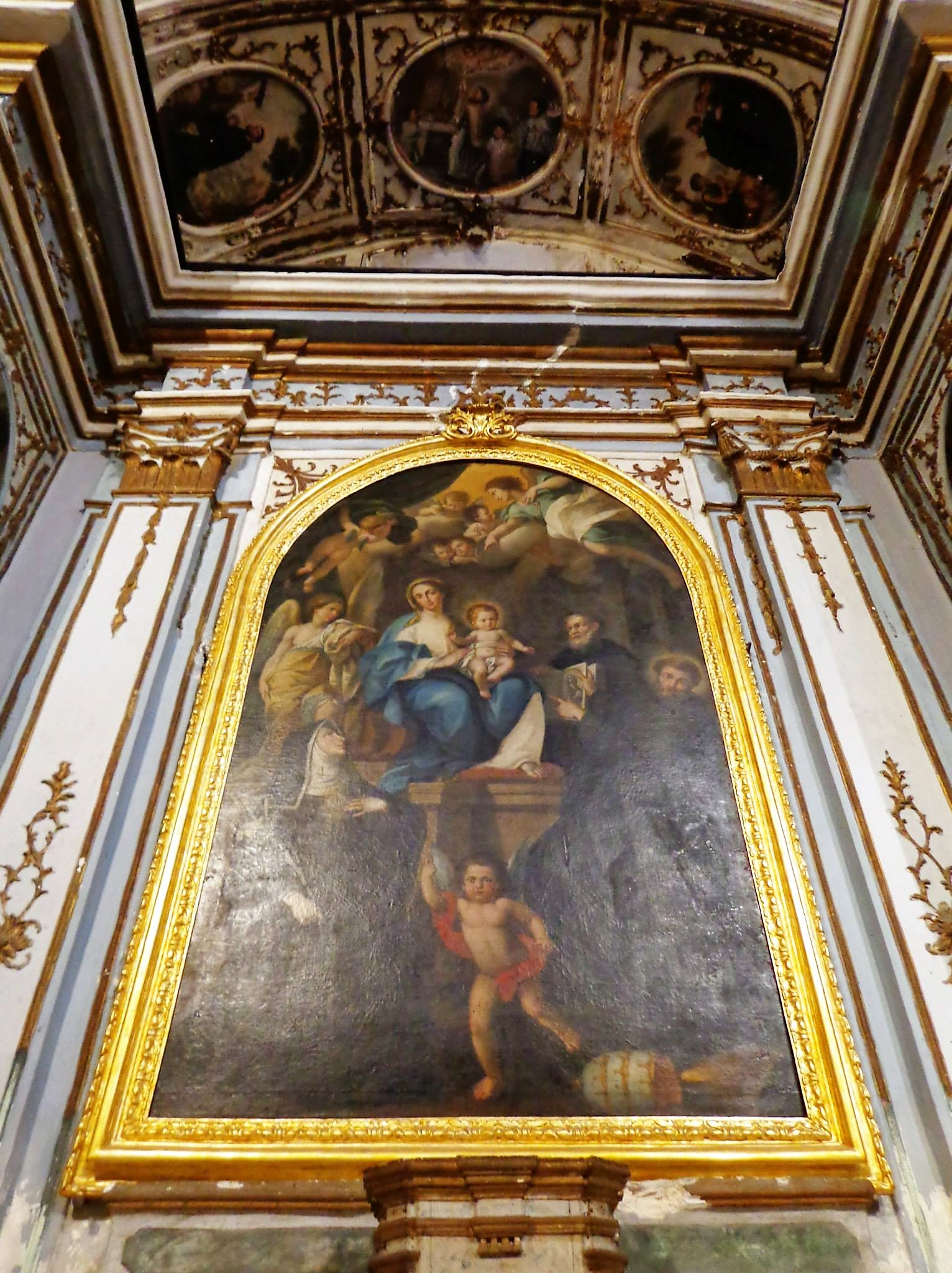
Vergine in Gloria tra Santi dell'Ordine dei Servi di Maria.

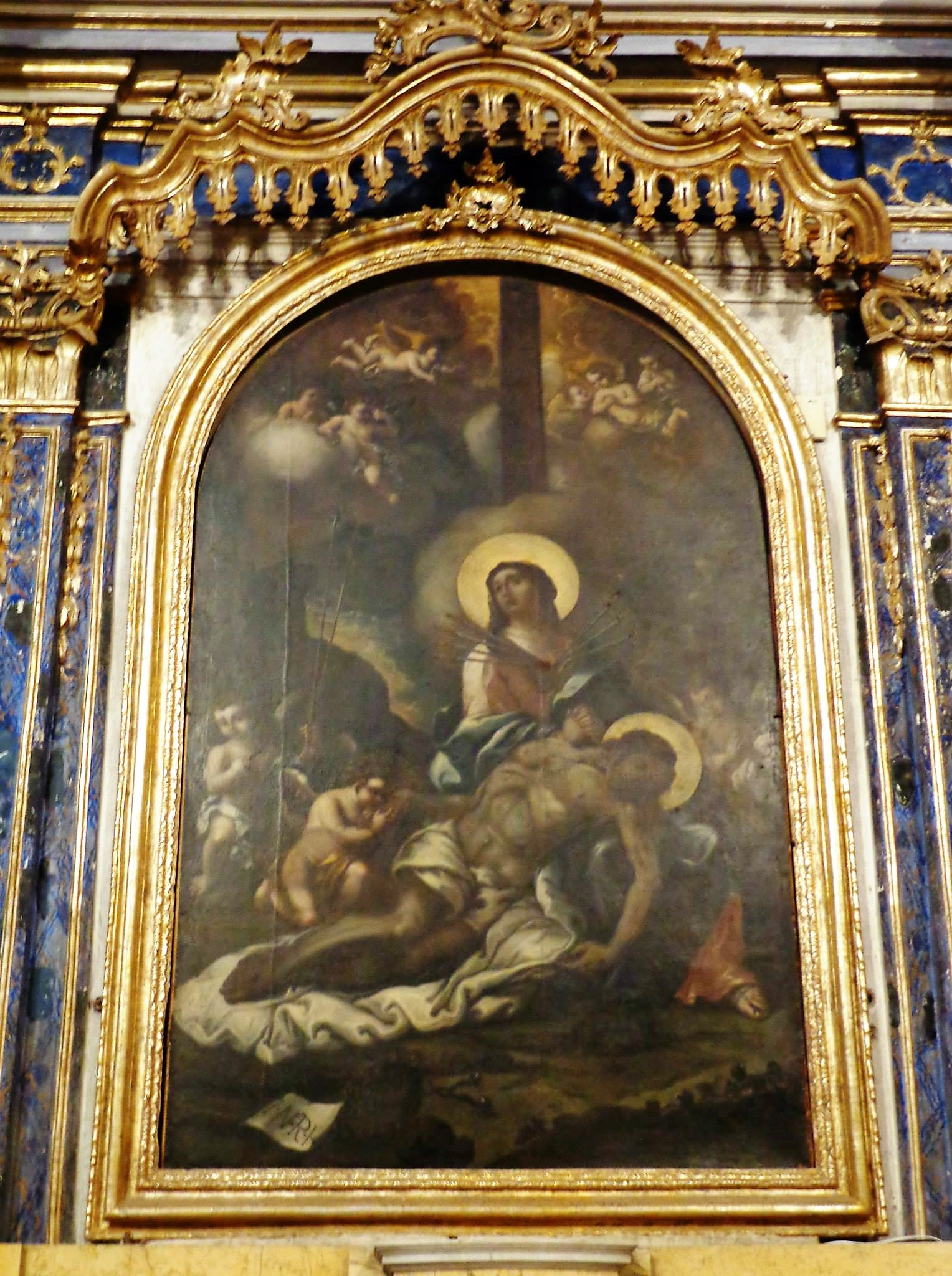
Pietà.

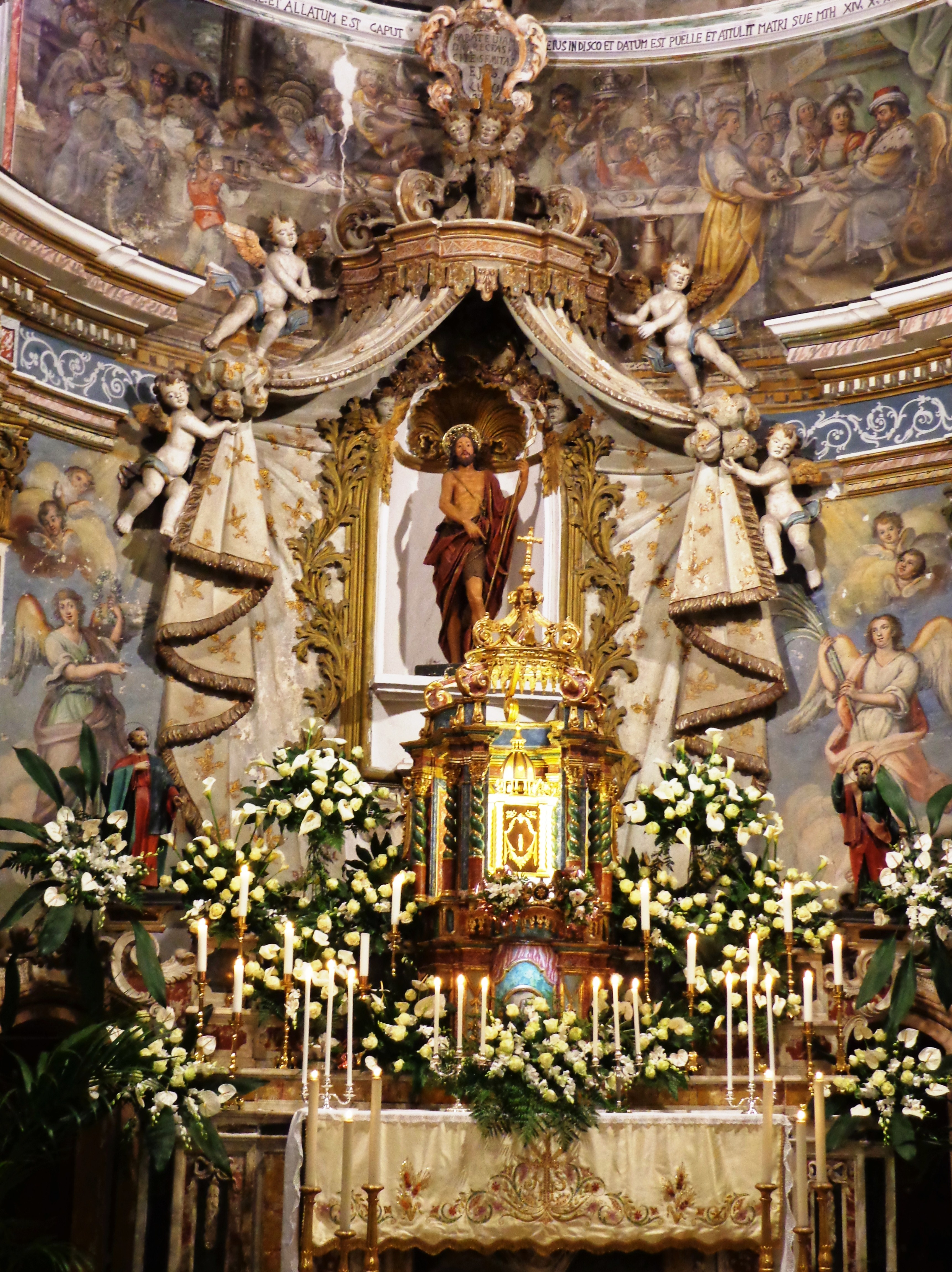
Altare della Reposizione 2014.

L'aumento del numero di veicoli e l'incremento dei movimenti commerciali degli ultimi 50 anni, hanno posto il monumento al centro delle principali direttrici del traffico. Sul lato sinistro scorre la via Guglielmo Marconi che attraverso un ampio slargo e relativo incrocio, confluisce nel nuovo snodo della Strada Statale 113, sul lato destro la moderna piazzetta dedicata ad uno dei rappresentanti più illustri della parrocchia, il sacerdote Giuseppe Levita, prospiciente via San Giovanni e recentemente pedonalizzata per un lungo tratto.
Nelle immediate vicinanze, cuore pulsante dell'economia del rione e dell'intero centro cittadino fino ai primi decenni del secolo scorso, l'odierna piazza XIX Luglio l'equivalente della "piazza delle erbe", meglio conosciuta in dialetto locale come "û chianu î 'll'erba", ormai lontano ricordo nella mente degli anziani e retaggio custodito nella memoria di vecchie cartoline, foto e stampe d'epoca.
Traffico, inquinamento, calamità naturali, incuria, errati interventi durante l'ordinaria e straordinaria manutenzione del sito, hanno comunque lasciato in eredità un patrimonio pittorico e artistico notevole ma, bisognoso di cure, attenzioni, monitoraggi continui e approfonditi.

## Esterno

### Facciata
La facciata si presenta con due torrioni campanili quadrangolari che incorniciano l'ingresso vero e proprio in posizione leggermente avanzata rispetto al corpo centrale della costruzione. Una breve scalinata consente l'accesso all'unico ingresso della facciata. L'intero prospetto è suddiviso in tre ordini delimitati da cornicioni in pietra viva, un quarto ordine compete esclusivamente i campanili limitatamente alle celle campanarie con cupole a bulbo sfaccettate a base quadrata, monofore sui quattro lati, ai vertici merli pinnacolati provvisti di croci e banderuole. Nel primo ordine dei campanili, dopo l'ultimo intervento di restauro (1996 - 2000) presentano ciascuno una porta murata, il cui architrave è sovrastato da una delicato fregio marmoreo e da una piccola finestrella circolare in pietra viva. Paraste convesse in pietra viva ai vertici per tutto lo sviluppo in altezza delle torri, paraste concave nelle intersezioni con la facciata limitatamente al cornicione superiore del secondo ordine.
Due paraste parallele fino al cornicione superiore del secondo ordine delimitano l'ingresso principale a sua volta incastonato in un sobrio portale di marmo raffigurante il frontone di un tempio dal cui timpano ad arco spezzato e simmetrico si eleva la nicchia in cui è collocata la statua di San Giovanni Battista opera del 1754 dello scultore locale Melchiorre Greco e relativa epigrafe "INTER NATOS MV(LIERUM) NO SVRREXIT MAJOR IOANNE BAPTISTE - MELCHIOR GRECO SCVLPSIT". La nicchia è incorniciata da pilastri marmorei con funzioni statiche e inserti con volute decorative, sormontati da architrave, frontone con volute decorative e in cima, la testa di un putto alata. Nel secondo ordine, la parte centrale è parzialmente occupata dalla nicchia del Santo sormontata da una finestra ovale, nelle torri campanarie corrispondono due finestre ad arco. Sempre due finestre ad arco nel terzo ordine delle torri, semplice finestra ad arco nella porzione di timpano fra esse compresa, sovrastata da decori al vertice e croce in ferro. Sull'architrave del portale è presente una targa marmorea con incisa l'iscrizione "IN HONOREM S. IO(ANNE) BAPTISTAE PRAECURSORIS (ANNO) D(OMI)NI - 1751".
I campanili identici, simmetrici concorrono a comporre un prospetto a capanna di forte impatto dinamico e artistico, sono entrambi muniti sulle facciate prospicienti le piazze laterali, di quadranti d'orologio.
Nella porzione superiore della controfacciata è realizzato l'affresco raffigurante l'episodio biblico Gesù che caccia i mercanti dal tempio. Ai lati dell'ingresso principale le figure di San Pietro Apostolo a sinistra, San Paolo Apostolo a destra, sovrastano due targhe del XIX secolo.

### Prospetti laterali
Nei prospetti laterali realizzati dei contrafforti di chiaro stile barocco contrassegnano gli ingressi secondari. La coppia di contrafforti che delimita l'ingresso destro a SE regge un arco, all'interno tra l'architrave dell'ingresso è ricavato un timpano simmetrico spezzato ad arco, fra pilastri e volute simmetriche, sormontati da arco e altrettanti volute e decorazioni, è ricavata una nicchia finemente decorata in cui è esposta un'espressiva statua dell'Addolorata opera dello scultore locale Melchiorre Greco con l'iscrizione "TUAM IPSIUS ANIMAM PERTRANSIBIT GLAUDIUS 1754".
Sull'ingresso laterale sinistro a NW, similmente nella nicchia dell'arco è collocata la statua raffigurante San Giuseppe con Gesù fanciullo.

## Interno

### Navata destra
- Prima vela o campata: Cappella della Crocifissione. Costituisce sopraelevazione il quadro della Crocifissione e le Pie Donne. Nella vela è ritratto un putto alato che regge la palma simbolo del martirio. Nel pennacchio adiacente, tondo raffigurante Centurioni e Martire.
- Seconda vela o campata: Nella nicchia è collocato il fercolo con la statua del Sacro Cuore, sormontata dal medaglione raffigurante l'evangelista San Giovanni riconoscibile dalla figura simbolica dell'aquila. Sulla parete sopra il cornicione il dipinto del Battesimo nel fiume Giordano. Nella vela motivi floreali a foglia d'acanto. Nel pennacchio adiacente, tondo raffigurante La guarigione del cieco.
- Terza vela o campata: Ingresso lato SE o dell'Addolorata, sormontato da tribuna cantoria coro e canne d'organo. Nella vela è ritratta una coppia putti musici con flauti simbolo della letizia. Nel pennacchio adiacente, tondo raffigurante Figura maschile fra due ancelle.
- Quarta vela o campata: Nella nicchia il fercolo con la statua dell'Ecce Homo, sormontata dal medaglione raffigurante l'evangelista San Luca riconoscibile dalla figura simbolica del toro. Sulla parete sopra il cornicione il dipinto della Presentazione del Battista alla corte di Erode Antipa. Nella vela motivi floreali a foglia d'acanto. Nel pennacchio adiacente, tondo raffigurante Davide e Golia.
- Quinta vela o campata: Cappella di San Giuseppe. Pala d'altare costituita dal quadro raffigurante il Transito di San Giuseppe con Gesù, la Madonna, personaggi e schiere d'angeli, il putto in primo piano regge un libro le cui pagine recano le scritte "ITE A JOSEPH, GEN, CAP 41 - PROTECTOR AGONIZANTIVM". Nella vela è ritratta una coppia di putti alati che reggono la corona simbolo della fedeltà.

### Navata sinistra
- Prima vela o campata: Cappella della Sacra Famiglia. Nella sopraelevazione il quadro raffigurante la Sacra famiglia e Santi, nell'intradosso una Presentazione. Nella vela è ritratto un trio di putti alati che reggono una cesta di frutta simbolo dell'abbondanza. Nel pennacchio adiacente, tondo raffigurante Abbeveratoio.
- Seconda vela o campata: Nella nicchia, il fercolo con la statua di San Biagio, sormontata dal medaglione raffigurante l'evangelista San Matteo riconoscibile dalla figura simbolica dell'angelo. Sulla parete sopra il cornicione, il dipinto dell'Annunciazione a San Giuseppe o Arcangelo appare in sogno a San Giuseppe, sullo sfondo la scena della Natività. Nella vela motivi floreali a foglia d'acanto. Nel pennacchio adiacente, tondo raffigurante La Fuga in Egitto.
- Terza vela o campata: Ingresso lato NW o di San Giuseppe, sormontato da tribuna, cantoria, coro e canne d'organo. Nella vela è ritratta una coppia putti musici con trombe simbolo dell'avvento del Giudizio universale. Nel pennacchio adiacente, tondo raffigurante Giuseppe al pozzo.
- Quarta vela o campata: Ingresso sacrestia sormontato dal medaglione raffigurante l'evangelista San Marco riconoscibile dalla figura simbolica del leone. Sulla parete sopra il cornicione il dipinto dell'Annunciazione ovvero la visione dell'Arcangelo Gabriele a San Zaccaria, sullo sfondo la Visitazione di Maria a Sant'Elisabetta. Nella vela motivi floreali a foglia d'acanto. Nel pennacchio adiacente, tondo raffigurante la Samaritana.
- Quinta vela o campata: Cappella dell'Addolorata. L'ambiente ospita il fercolo con la statua della Madonna Addolorata, vara processionale dei riti della Sumana Santa dell'arcipretura di Barcellona, alla parete un dipinto raffigurante la Madonna con Bambino fra Santi. Nella vela è ritratta una coppia di putti alati che reggono ramoscelli e gigli simboli della purezza.

### Altare maggiore
Oltre all'altare versus populum di moderna concezione, quello antico versus absidem consiste nel classico basamento ricoperto e intarsiato in marmi policromi con elaborato paliotto centrale. Ai lati, due volute o riccioli reggi mensola recano le statuette raffiguranti gli Apostoli San Pietro e San Paolo. Al centro una sfarzosa e raffinata edicola rappresentante un tempietto circolare colonnato sormontato da un'artistica corona dorata.
La calotta dell'abside è affrescata con l'Incoronazione della Vergine, illuminati dalla potenza dello Spirito Santo, Gesù e Dio Padre Onnipotente cingono il capo coronando la Vergine posta tra San Giovanni Battista e San Giuseppe genuflessi. Nella sottile cornice è riportato il brano "MISITQUE ET DECOLLAVIT JOANNEM IN CARCERE ET ALLATUM EST CAPUT EIUS IN DISCO ET DATUM EST PUELLE ET ATTULIT MATRI SUE - MTT XIV, X, XI". Il tamburo del catino absidale è affrescato con il Convito di Erode di Gaetano Bonsignore, all'estrema destra si nota una figura femminile con la tunica e il drappeggio giallo Salomè raffigurata dinanzi alla tavola imbandita, dopo la danza dei sette veli, nell'atto di mostrare la testa del Battista su un vassoio d'argento a Erodiade sua madre, la figura di donna con la testa piumata, e Erode Antipa seduto a capotavola. Nel riquadro dell'estrema destra la scena che raffigura il Battista rinchiuso nelle segrete del castello, nella parte diametralmente opposta la scena della Decollazione.
Sull'arco absidale sono raffigurate a coppie simmetriche le figure di putti che reggono la palma del martirio, quella più interna di angeli musici che suonano le trombe del giudizio, al centro uno stemma recante la dicitura "FACETE FRUETOS DIGNOS PÆNITENTIÆ". La sopraelevazione dell'altare costituisce parte a sé stante: un animato baldacchino in altorilievo in stucco e fregi di foglie d'acanto in legno dorato. Al centro della linea divisoria in stucco fra la calotta dell'abside dal tamburo, uno stemma coronato con il motto "PARATE VIAM DOMINI RECTAS FACITE SEMITAS EIUS - LUCA" sormonta tre teste di putti. Cinque volute sorreggono un fregio ligneo sostenuto ai lati da una prima coppia di putti alati sospesi, dal quale diparte un manto con fiori e gigli dorati che svela la nicchia centrale nella quale è custodita la statua lignea raffigurante San Giovanni Battista. Una seconda coppia di putti sostiene e tende il drappeggio allargato e ricadente in ricche pieghe esaltanti la frangia decorativa, che occupa tutta la parete absidale creando un effetto scenografico di elevato impatto artistico e visivo. Fra lesene con ricchi capitelli sono dipinti numerosi angeli e putti alati.
Oltre all'attività di Gaetano Bonsignore, nella chiesa sono presenti opere pittoriche di Filippo Vescosi da Sambuca di Sicilia e del Sacerdote Antonino Vescosi rispettivamente padre e figlio, attivi dal 1773 al 1824 in città, Patti, Novara di Sicilia e Messina, inoltre Vito Vescosi, Giuseppe Russo, Antonino Buongiorno, Sebastiano Bonsignore, Francesco Bonsignore, Michele Bonsignore.

### Navata

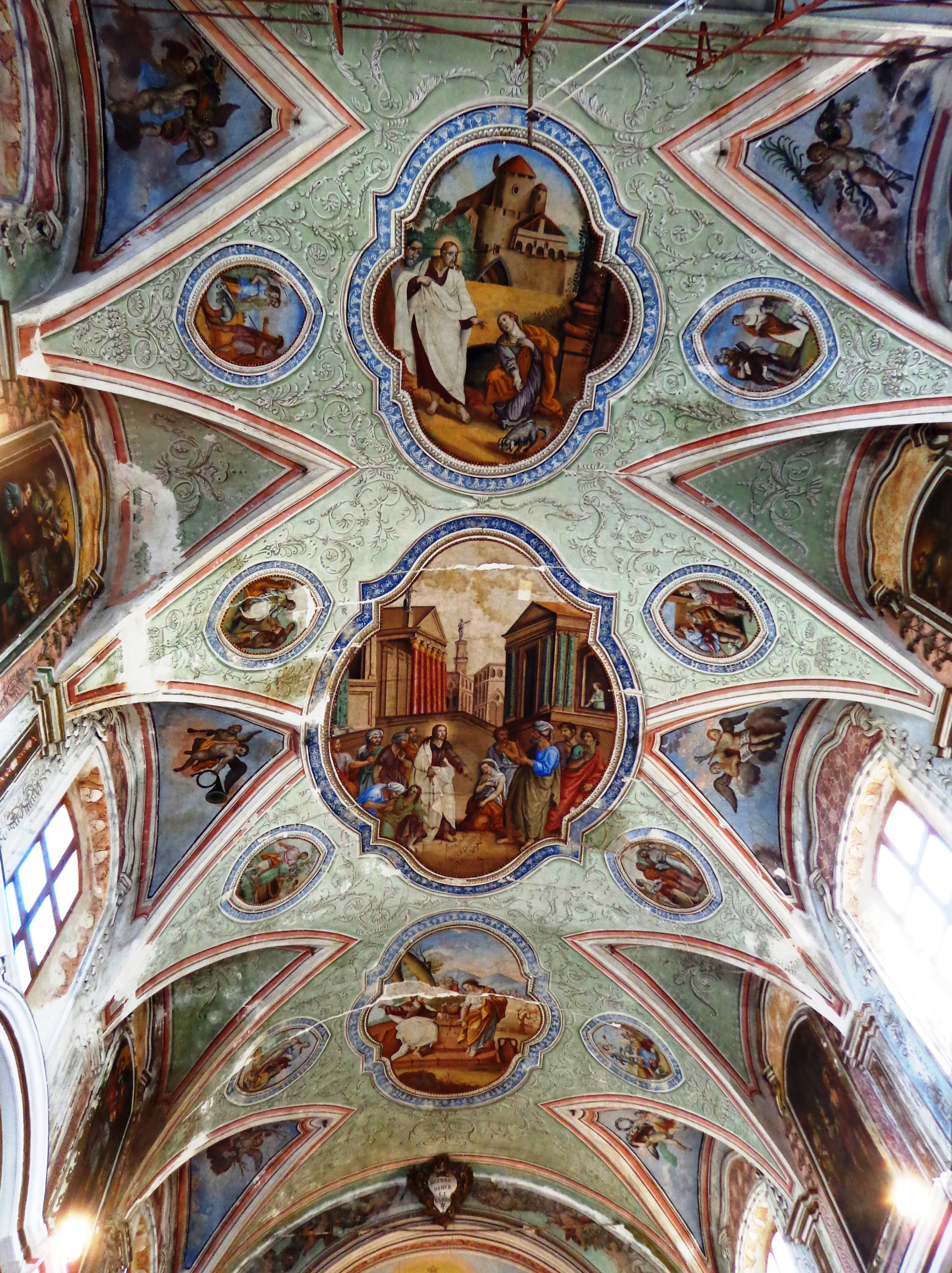
La volta della navata.

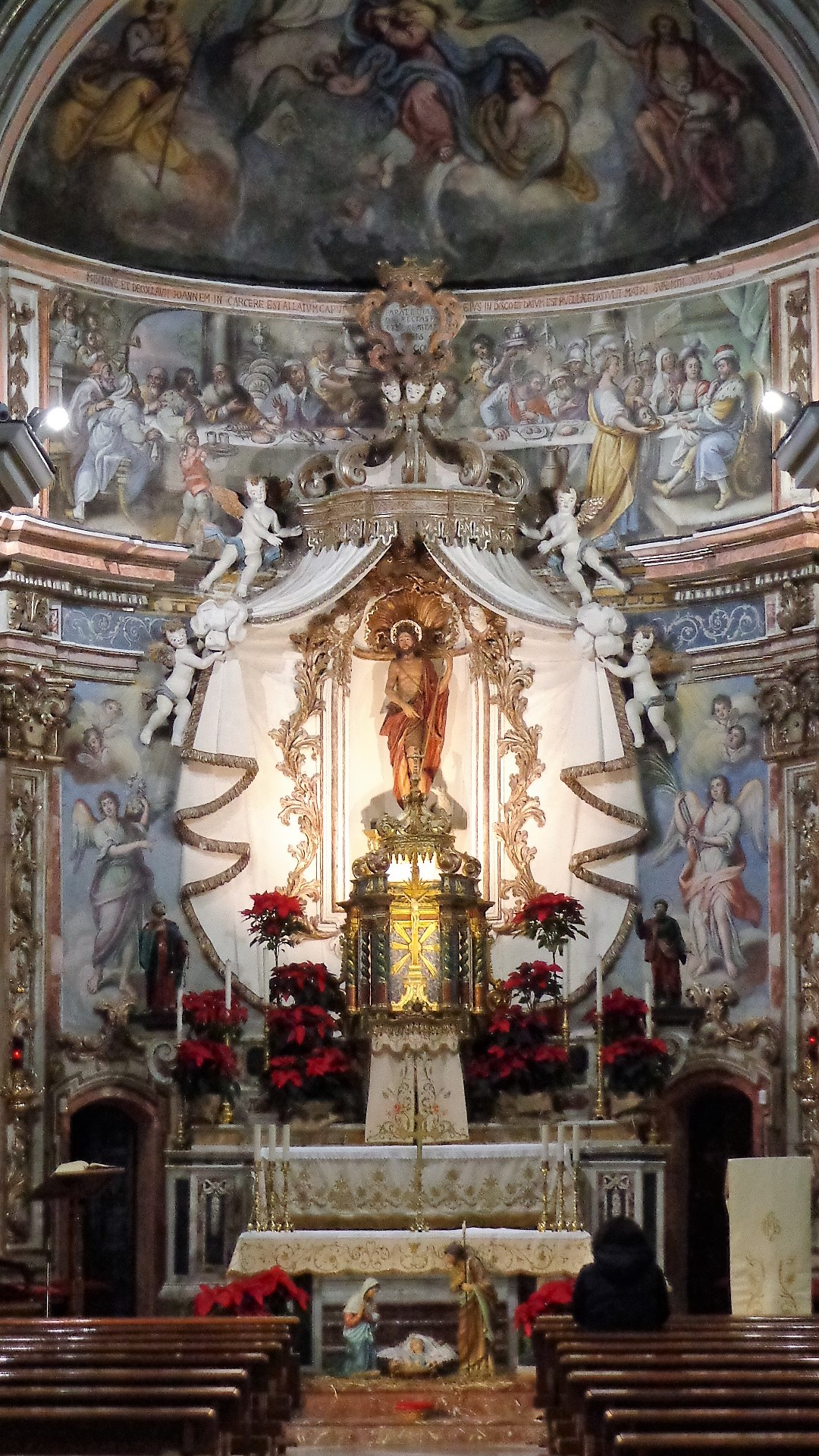
Calotta e catino absidale.

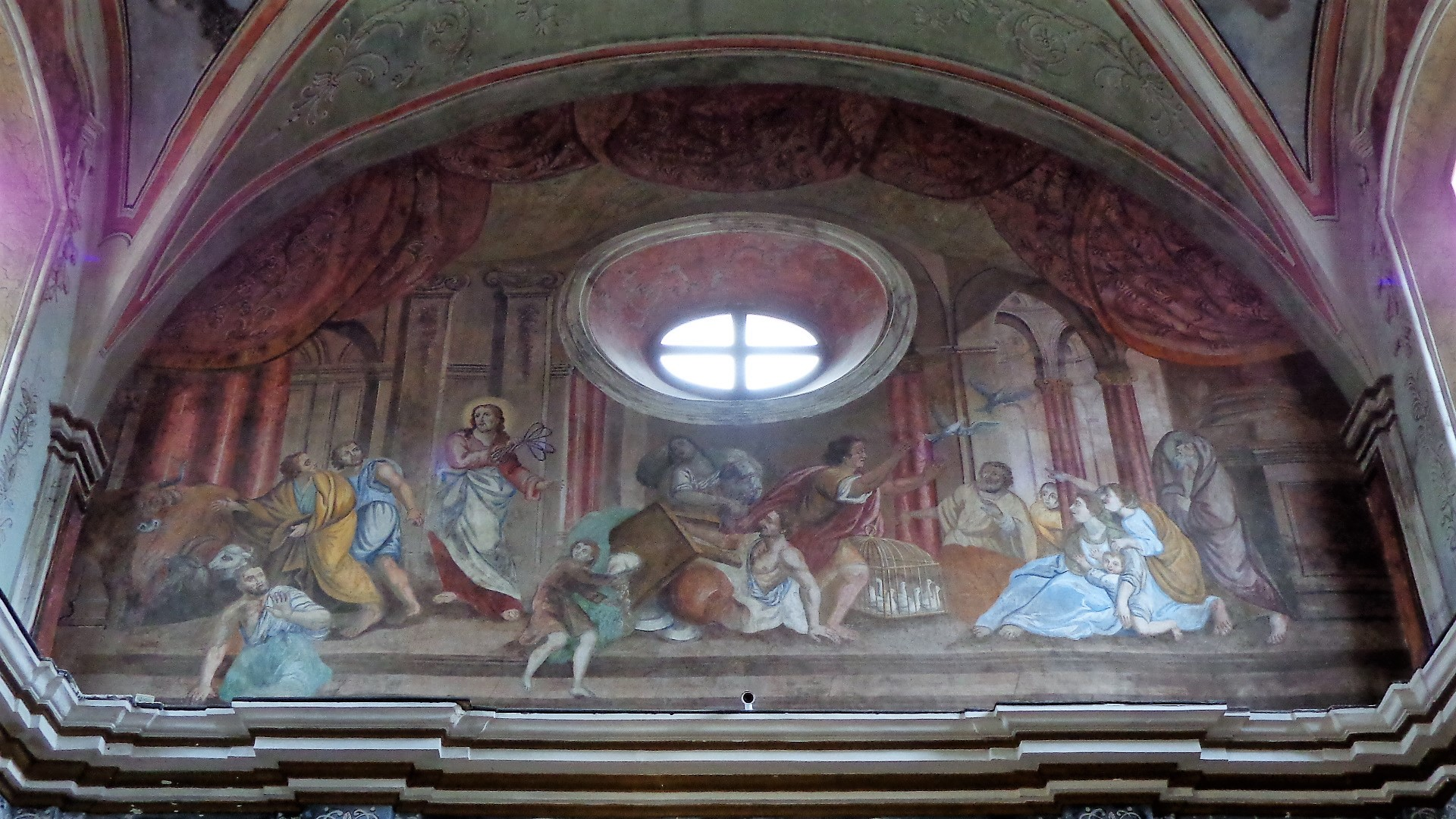
Affresco controfacciata.

Fastoso interno tardo barocco decorato con affreschi e stucchi. Solo da pochi decenni il tempio è stato superato per superfici affrescate dalla basilica di San Sebastiano ma, ciò non toglie alla chiesa di San Giovanni Battista il primato d'essere uno scrigno di bellezze, seppur bisognoso di cure e attenzioni, da essere considerata una piccola Cappella Sistina inserta nel cuore antico di Barcellona Pozzo di Gotto.
L'impianto è costituito da unica ampia navata con volta a botte affrescata, lungo le pareti laterali sono addossati gli altari minori, nicchie e i due ingressi minori.
Lo spazio interno è suddiviso in due ordini delimitati da un articolato cornicione. La volta interseca perpendicolarmente altrettante sezioni di volte minori pari al numero di finestre presenti su ciascun lato della navata dando luogo a vele con sviluppo tipico delle volte a crociera recanti effigiate scene evangeliche e pennacchi in ognuno dei quali è riprodotto un tondo raffigurante personaggi o episodi biblici. Si alternano altrettante vele cieche. Sull'asse principale della volta sono riprodotte tre grandi scene bibliche Gesù al pozzo in prossimità dell'arco del presbiterio, Gesù e l'adultera al centro riconoscibile per la scrittura sulla sabbia che sarà cancellata come il peccato compiuto dalla donna, Gesù e la emorroissa in prossimità dell'ingresso.
Un arco trionfale chiude la navata, l'affresco mostra una lunga ghirlanda a festone sostenuta da putti, al centro uno stemma con il passo "SOLI DEO HONOR ET GLORIA". Tra questo arco e quello absidale una campata più ristretta, uno pseudo transetto con altari laterali, la cui volta è affrescata con la "Madonna Addolorata in Gloria" col cuore trafitto da sette spade o Madonna delle Sette Spade o Madonna dei Sette Dolori, genuflessi Santi e Sante, la gerarchia di prelati e l'omaggio dei Sovrani e del laicato. Nel cartiglio è riprodotta la frase "RELIGIONIS SERVORUM TITULARIS ET PATRONA".

### Pseudotransetto
- Braccio sinistro: Cappella della Pietà. Ambiente costituito da lesene con motivi ornamentali in stucco, sormontate da capitelli corinzi, un elaborato baldacchino in legno intagliato e dorato orna una monumentale pala d'altare raffigurante una drammatica e commovente Pietà, la figura della "Madonna Addolorata" richiama quella della volta dove il cuore della Vergine è trafitto da sette spade in rappresentanza dei Sette Dolori. Nell'intradosso o imbotto dell'arco sono presenti cornici con medaglioni ovali raffiguranti scene della vita di Gesù e della Passione, in senso orario da sinistra: la Presentazione e Circoncisione di Gesù al Tempio, la Fuga in Egitto, l'Orazione nell'Orto degli Ulivi", la Salita al Calvario, la Crocifissione e le Pie Donne, la Deposizione dalla croce, il Compianto del Cristo Morto. Magnifico altare in marmi policromi con bassorilievi e pregevole tabernacolo colonnato. Sotto la mensa è collocata un'espressiva e drammatica statua raffigurante il Cristo Morto, opera attribuita allo scultore Matteo Trovato, realizzata agli inizi del XX secolo. Lo stesso manufatto è collocato in una sontuosa urna di cristallo della vara durante i riti processionali della Sumana Santa.
- Braccio destro: Cappella della Vergine. Altare dedicato alla Madonna. Pala d'altare raffigurante la Vergine in Gloria tra Santi raffigurata con San Filippo Neri, San Filippo Benizi e Santa Giuliana Falconieri. Nell'intradosso o imbotto dell'arco sono presenti cornici con medaglioni ovali raffiguranti scene di vita e miracoli di San Filippo Benizi, tra essi: Visione di San Filippo Benizi, San Filippo Benizi converte due peccatrici, la Rinuncia alla nomina papale, il Transito.

San Filippo Benizi, Santa Giuliana Falconieri e lo zio Alessio Falconieri sono tra i sette santi fondatori dei Serviti o «Ordine dei Servi di Maria».

## L'organo
Al suo interno è collocato un organo a canne costruito dalla Ditta Continello e F. di Monteverde (AV), anno 1975.

## Confraternite
- Confraternita di San Giovanni e Maria Santissima Addolorata
- Confraternita di San Paolino

## Prelati
- Giovanni Perdichizzi, fondatore del tempio nel 1635.
- Giovanni Salvo
- Francesco Munafò
- Giovanni Crisafulli
- Domenico Buda, consacrazione dell'edificio nel 1821.
- Bernardino Duci
- Giuseppe Cutropia, elevazione a parrocchia.
- Luigi Torre
- Giuseppe Levita
- Carmelo Biondo, parroco con Giuseppe Levita, installazione organo a canne, incipit restauri, rifacimento tetto.
- Tindaro Iannello
- Giuseppe Turrisi, restauro della navata e dell'ambone, installazione nuovo altare

## Curiosità
- La chiesa costituisce la stazione di partenza e quella d'arrivo dei riti processionali del Venerdì Santo dell'arcipretura di Barcellona, evento inserito nei riti pasquali della Sumana Santa.
- Patrono dei cantori. UT queant laxis - REsonare fibris - MIra gestorum - FAmuli tuorum - SOLve polluti - LAbii reatum - Sancte Johannes... introduzione dell'inno a San Giovanni che ha ispirato Guido monaco per la denominazione delle note della scala musicale oggi in uso. Ut Re Mi Fa Sol La Si.
- Usi e costumi locali: "cumpari di San Giuvanni", tenere "û San Giuvanni" entrambe le locuzioni sono legate al detto "San Giovanni non vuole inganni".

Restauri 2018

## Feste religiose
- ?,[2] Riti penitenziali e processionali della Sumana Santa.
- 3 febbraio, San Biagio di Sebaste, Festa liturgica e benedizione della gola per celebrare il Santo.
- 22 maggio, Santa Rita da Cascia, Festa liturgica e funzione processionale per celebrare la patrona delle cause impossibili e senza speranza.
- 24 giugno, San Giovanni Battista, Festa liturgica e funzione processionale per celebrare il Precursore e patrono del quartiere.
- 6 dicembre, San Nicola di Bari, Festa liturgica presso la rettoria del SS. Crocifisso per celebrare l'ex patrono di Barcellona.

## Galleria d'immagini

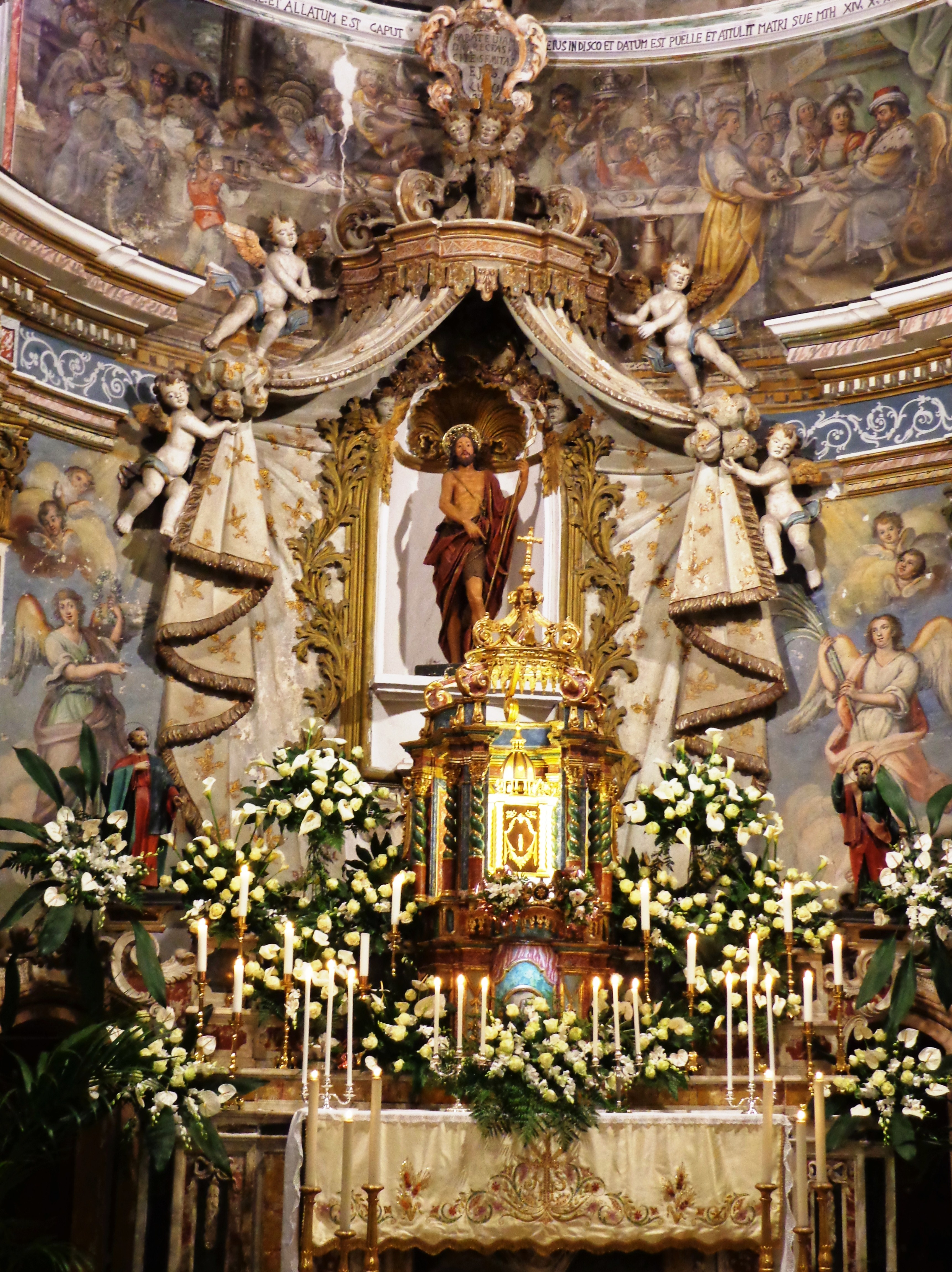
Altare della Reposizione o impropriamente Sepolcro.
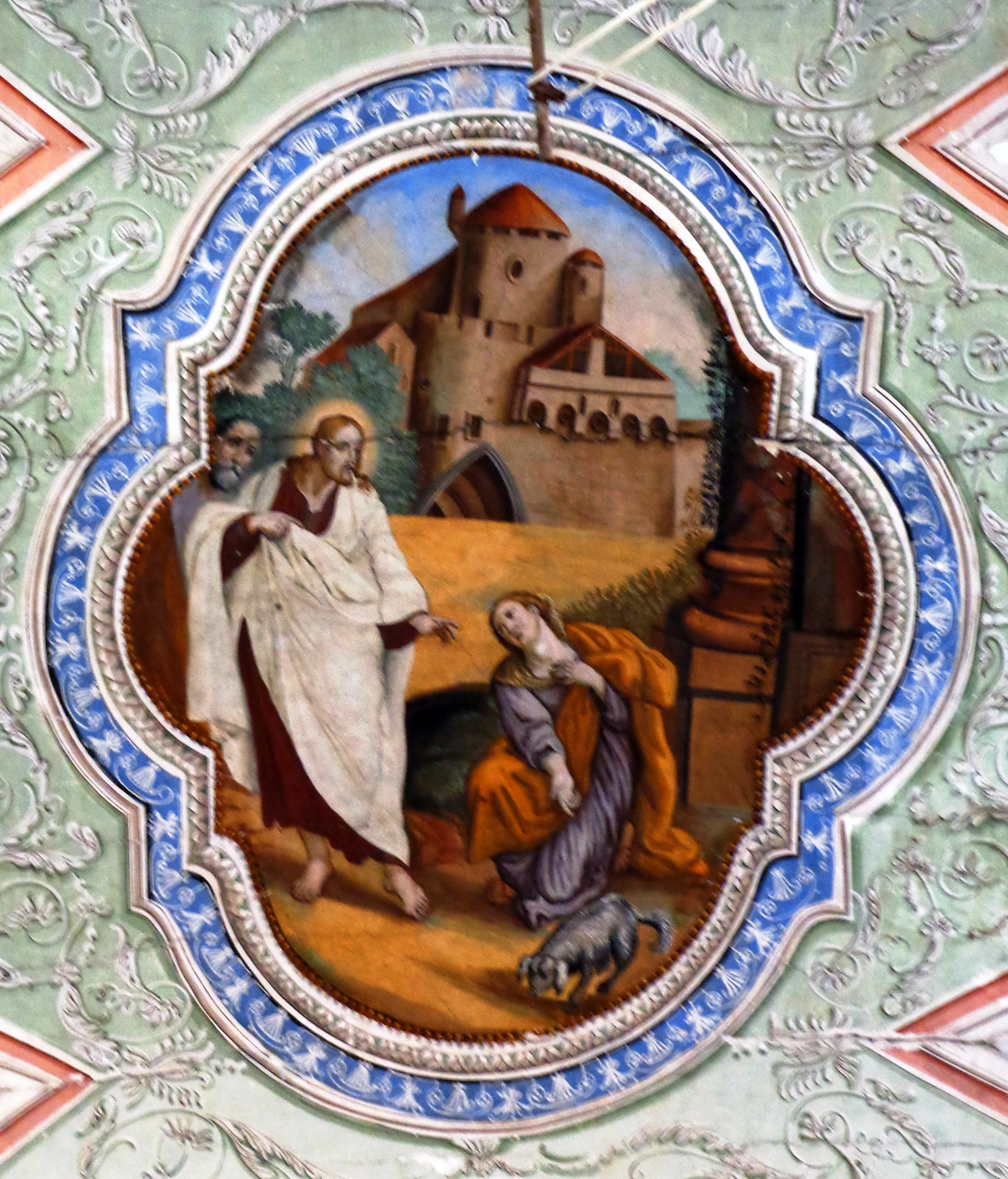
"Gesù e l'emoroissa".
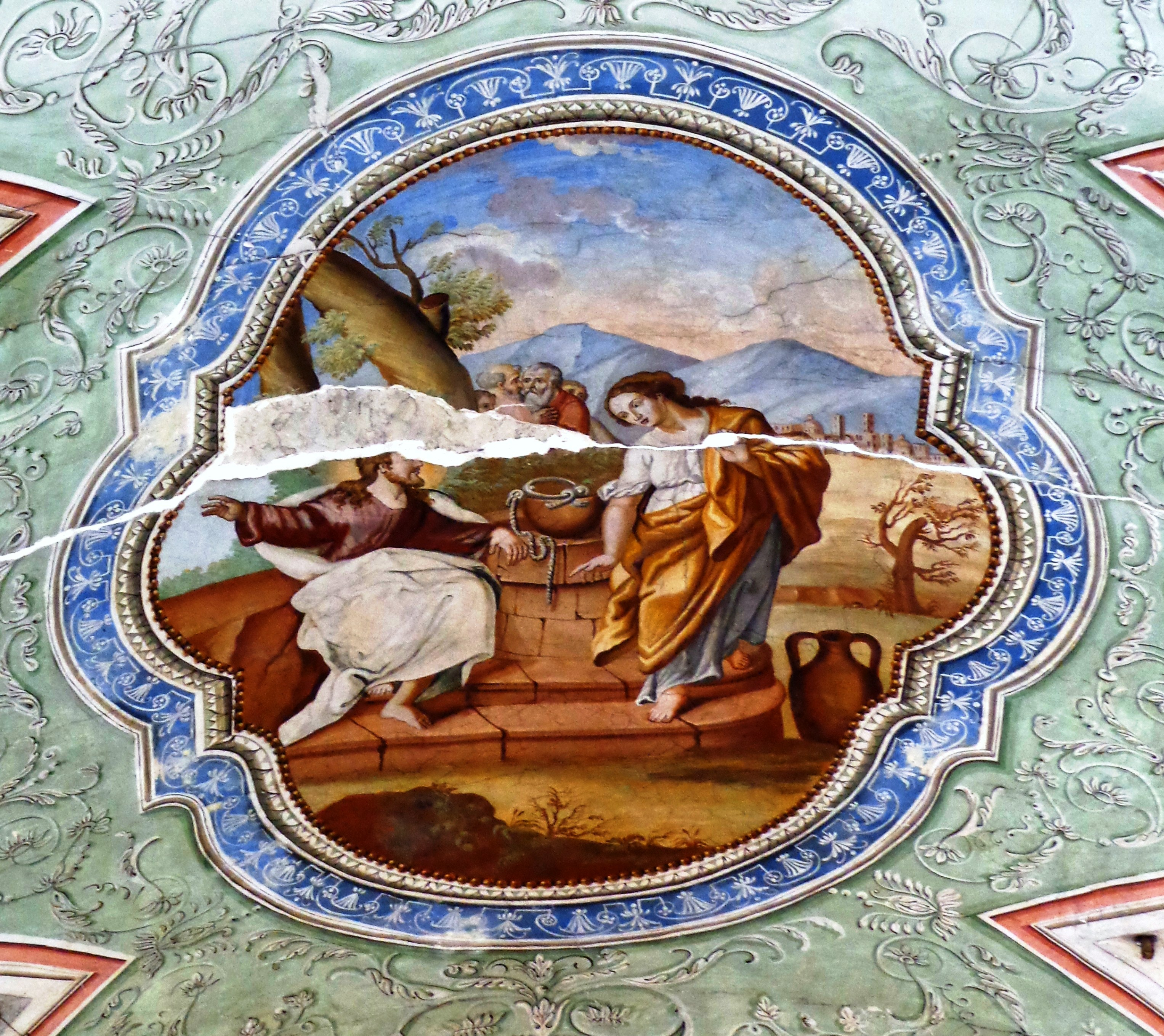
"Gesù al pozzo".
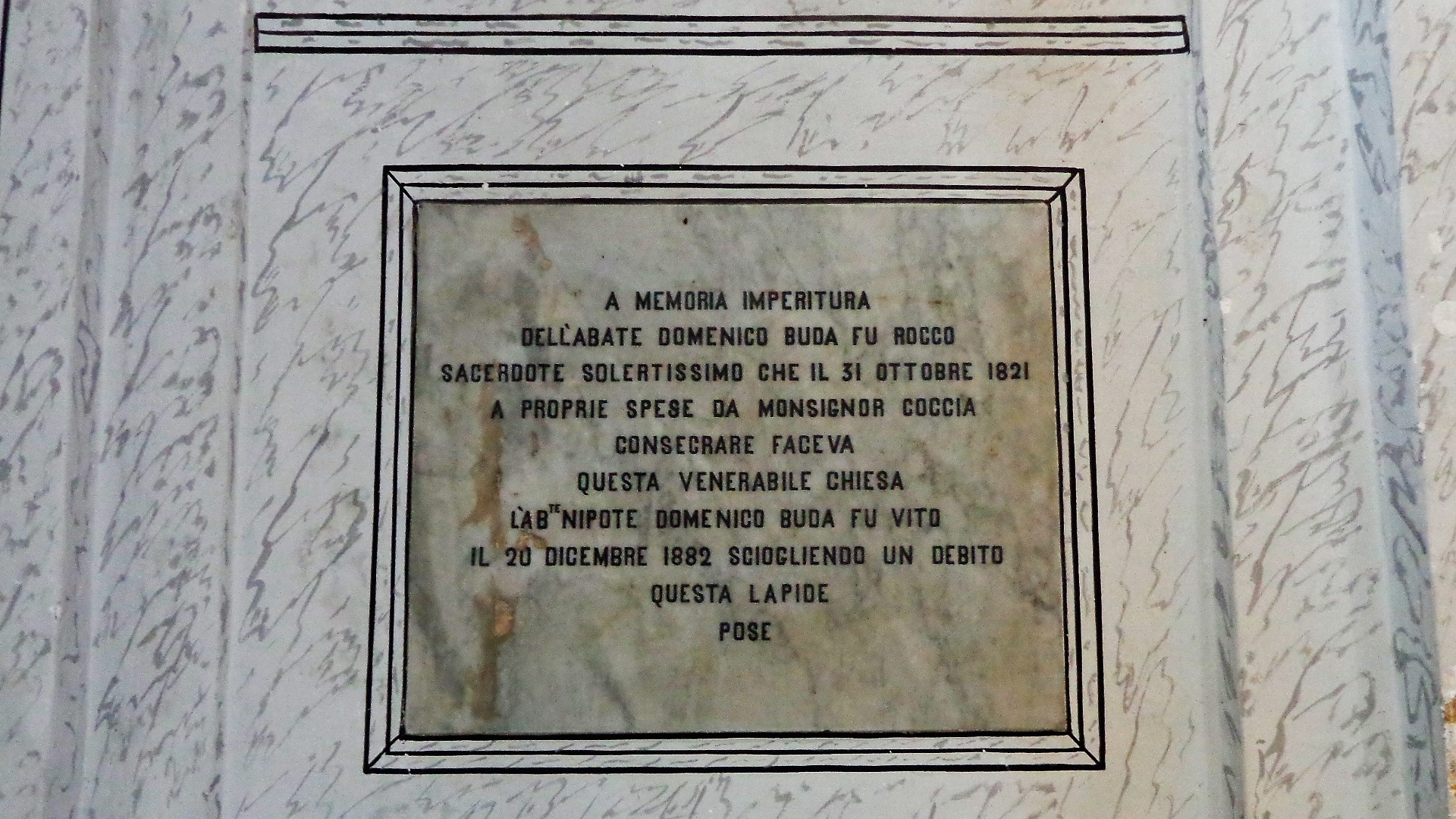
"Targa".
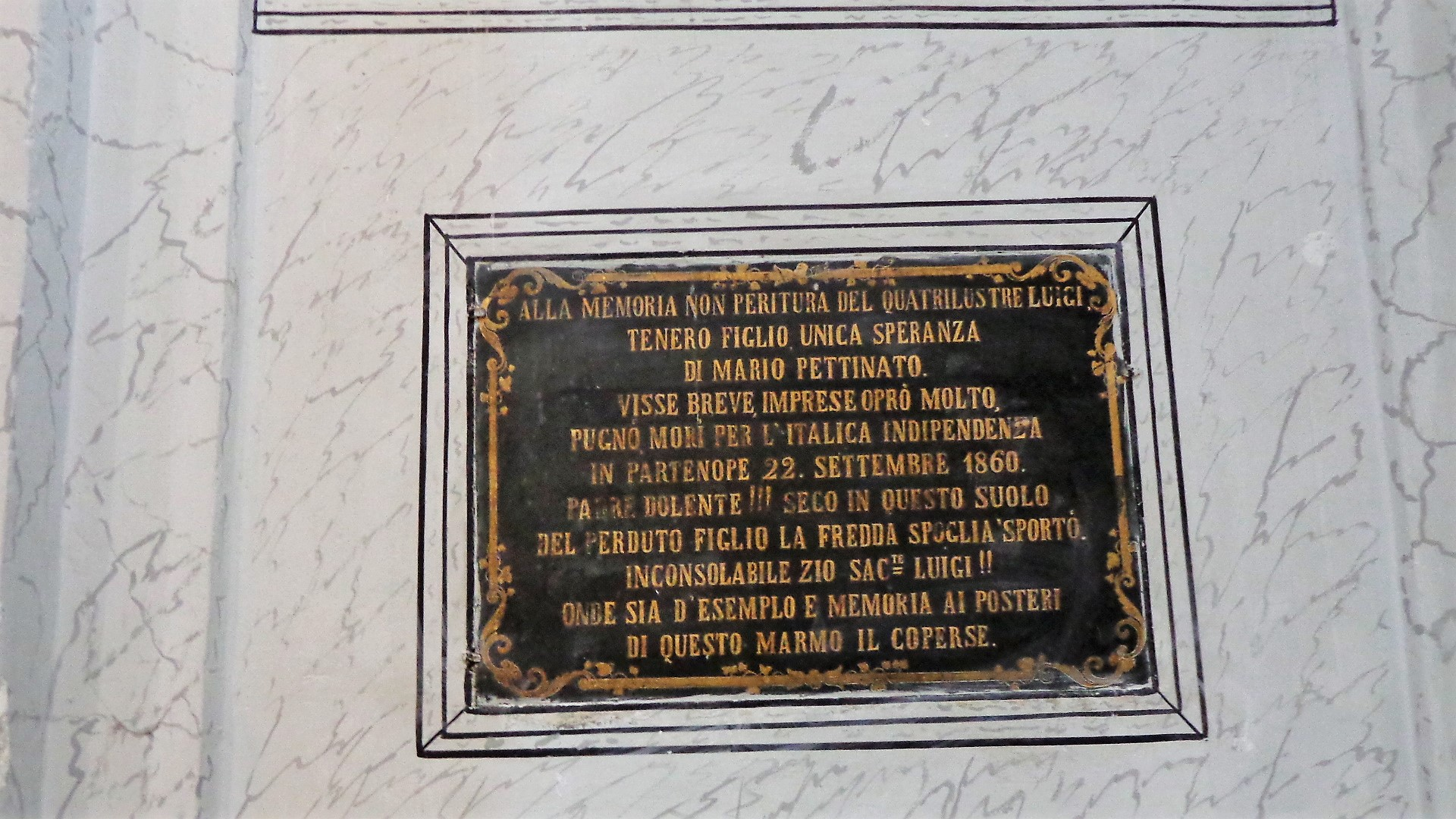
"Targa".
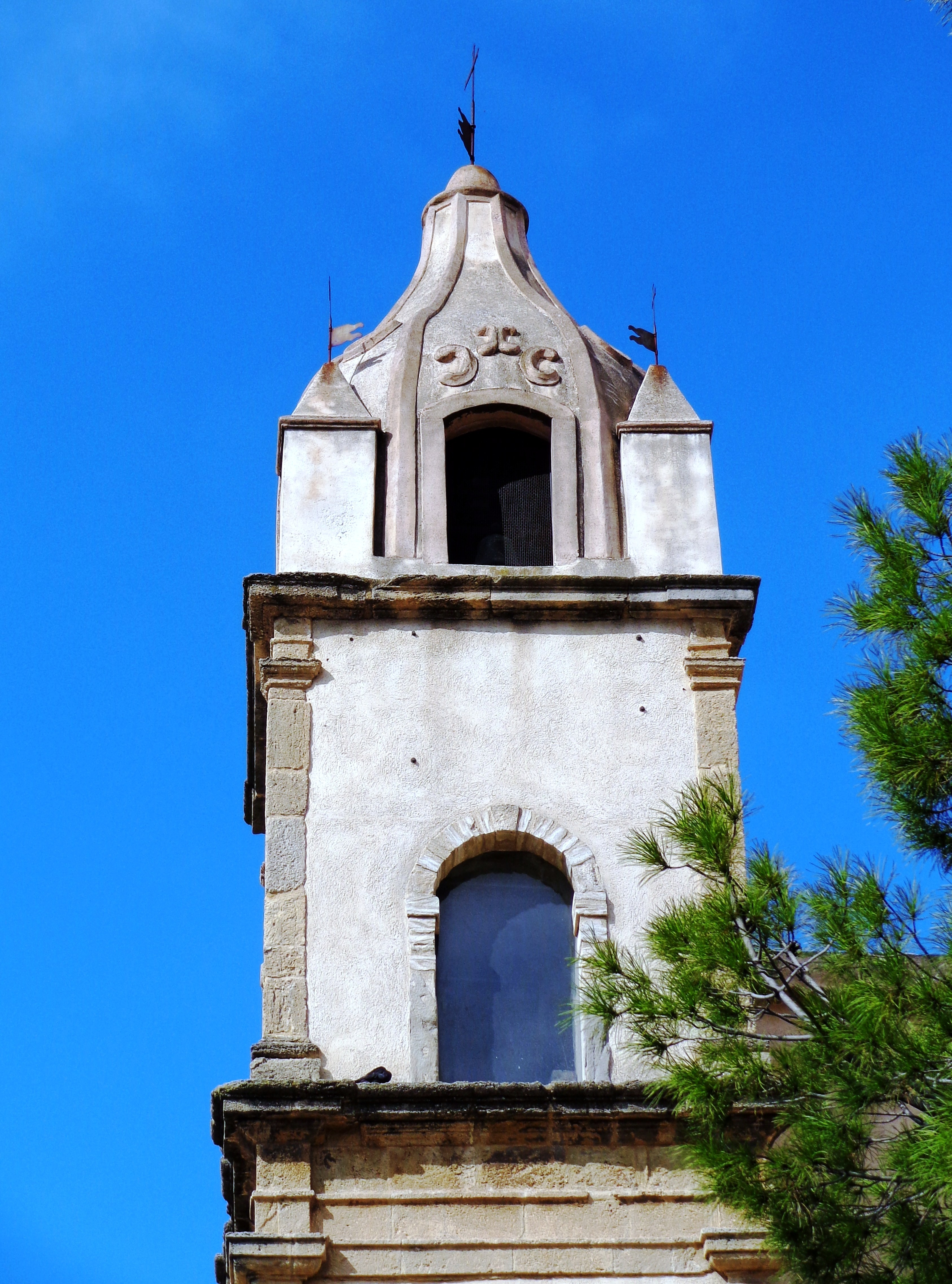
Campanile.

Stemma dell'Ordine dei Servi di Maria.